# 埼玉冠婚葬祭センター
株式会社埼玉冠婚葬祭センターは、埼玉県さいたま市浦和区に本社を置く冠婚葬祭を業務とする企業。セレモニーグループに属し、葬祭場の運営を行っている。

## 概要
埼玉県ほぼ全域及び東京都一部地域を営業エリアとする。葬祭及び関連事業全般、婚礼及び慶事全般を業務としている。直営式場を運営し、専用斎場（コスミック大宮）も用意されている。

## 直営式場
- 浦和ホール
- 武蔵浦和ホール
- 駒場ホール
- 中浦和ホール
- 川口ホール
- 上尾ホール
- 大宮ホール
- 与野ホール
- 岩槻ホール
- 越谷ホール
- 春日部ホール
- 西川口ホール
- 狭山ヶ丘ホール
- 区民葬祭センター（東京都板橋区）
- 柳崎ホール
- 大成ホール
- コスミック大宮